# Lançon-Provence
Lançon-de-Provence redirige ici.
Pour les articles homonymes, voir Lançon.
Lançon-Provence est une commune française située au centre du département des Bouches-du-Rhône en région Provence-Alpes-Côte d'Azur. Elle fait partie de la métropole d'Aix-Marseille-Provence. Conformément au gentilé, ses habitants sont appelés les Lançonnaises et les Lançonnais.
Dans l'usage, le nom de Lançon-de-Provence est fréquemment utilisé pour désigner la commune, jadis dénommée simplement Lançon (Lançoun en graphie provençale mistralienne) et rebaptisée Lançon-Provence depuis 1919.

## Géographie

### Localisation
La commune se trouve à 7 km de Salon-de-Provence, à 15 km de Miramas, à 32 km d'Aix-en-Provence, à 46 km du centre-ville de Marseille, à 58 km d'Avignon, à 78 km de Nîmes et à 124 km de Montpellier.[réf. nécessaire]
Les communes limitrophes sont  Berre-l'Étang, Cornillon-Confoux, Coudoux, Grans, La Barben, La Fare-les-Oliviers, Pélissanne, Saint-Chamas, Salon-de-Provence et Éguilles.
| Salon-de-Provence       | Salon-de-Provence, Pélissanne | La Barben                    |
| Cornillon-Confoux Grans | Lançon-Provence               | Éguilles                     |
| Saint-Chamas            | Berre-l'Étang                 | Coudoux La Fare-les-Oliviers |

### Relief et géologie
[réf. nécessaire] Un pied en ville, l’autre dans la nature, Lançon-Provence, d’une superficie de 6 892 hectares (dont près de 4 000 hectares d’espaces naturels), est classée parmi les plus grandes communes du département. Elle est répartie en trois agglomérations (le centre-ville, les Baïsses, Sibourg), distantes d’environ huit kilomètres l’une de l’autre. Son paysage est varié, allant de la plaine côtière aux collines des confins d’Eguilles et de Saint-Cannat. Du hameau des Quatre Termes sur les hauteurs de Coudoux, jusqu'à quelques centaines de mètres du bord de l'étang de Berre, elle est traversée par la chaîne d'Éguilles d'est en ouest sur 10 km. Hormis la partie sud proche de cet étang, le reste de la commune est vallonné, notamment le village où une petite chaîne de colline de 2 km appelée « Coste longue » (135 m), traverse la partie orientale du village. Grâce à ses 3 935 hectares d’espaces verts, quatre itinéraires de randonnée soit 37,8 km de chemins sont accessibles en toute sécurité.

### Climat
Pour des articles plus généraux, voir Climat de Provence-Alpes-Côte d'Azur et Climat des Bouches-du-Rhône.
En 2010, le climat de la commune est de type climat méditerranéen franc, selon une étude du Centre national de la recherche scientifique s'appuyant sur une série de données couvrant la période 1971-2000. En 2020, Météo-France publie une typologie des climats de la France métropolitaine dans laquelle la commune est exposée à un climat méditerranéen et est dans la région climatique Provence, Languedoc-Roussillon, caractérisée par une pluviométrie faible en été, un très bon ensoleillement (2 600 h/an), un été chaud (21,5 °C), un air très sec en été, sec en toutes saisons, des vents forts (fréquence de 40 à 50 % de vents > 5 m/s) et peu de brouillards.
Pour la période 1971-2000, la température annuelle moyenne est de 14,5 °C, avec une amplitude thermique annuelle de 16,9 °C. Le cumul annuel moyen de précipitations est de 615 mm, avec 6,1 jours de précipitations en janvier et 1,8 jours en juillet. Pour la période 1991-2020, la température moyenne annuelle observée sur la station météorologique de Météo-France la plus proche, « Salon-de-Provence », sur la commune de Salon-de-Provence à 6 km à vol d'oiseau, est de 14,7 °C et le cumul annuel moyen de précipitations est de 594,1 mm. 
La température maximale relevée sur cette station est de 43,4 °C, atteinte le 28 juin 2019 ; la température minimale est de −18,5 °C, atteinte le 12 février 1956,,.
| Mois                                  | jan.             | fév.             | mars            | avril         | mai             | juin           | jui.            | août           | sep.           | oct.            | nov.            | déc.             | année      |
| ------------------------------------- | ---------------- | ---------------- | --------------- | ------------- | --------------- | -------------- | --------------- | -------------- | -------------- | --------------- | --------------- | ---------------- | ---------- |
| Température minimale moyenne (°C)     | 1,8              | 1,9              | 4,5             | 7,2           | 11              | 14,9           | 17,3            | 17,1           | 13,7           | 10,5            | 5,9             | 2,6              | 9          |
| Température moyenne (°C)              | 6,7              | 7,3              | 10,5            | 13,2          | 17,2            | 21,3           | 24              | 23,7           | 19,7           | 15,7            | 10,5            | 7,2              | 14,7       |
| Température maximale moyenne (°C)     | 11,5             | 12,7             | 16,5            | 19,3          | 23,4            | 27,8           | 30,7            | 30,4           | 25,7           | 20,9            | 15,2            | 11,9             | 20,5       |
| Record de froid (°C) date du record   | −14,3 24.01.1963 | −18,5 12.02.1956 | −9,4 02.03.05   | −4,3 08.04.21 | −0,9 01.05.1960 | 4,2 04.06.1984 | 7,6 17.07.00    | 7,7 08.08.1978 | 3,1 30.09.1974 | −3,6 31.10.1997 | −7,6 23.11.1998 | −14,4 28.12.1962 | −18,5 1956 |
| Record de chaleur (°C) date du record | 20,8 10.01.15    | 23,1 24.02.20    | 25,7 24.03.1994 | 29,2 10.04.11 | 34,4 24.05.09   | 43,4 28.06.19  | 39,7 26.07.1983 | 39,8 01.08.20  | 35,1 04.09.23  | 30,1 01.10.23   | 24,2 01.11.22   | 22 04.12.1961    | 43,4 2019  |
| Précipitations (mm)                   | 54,4             | 34,2             | 36,6            | 56,4          | 44              | 30,6           | 13,7            | 30,5           | 78,9           | 85,6            | 84,1            | 45,1             | 594,1      |

| Diagramme climatique                                  |             |             |             |          |              |              |              |              |              |             |             |
| J                                                     | F           | M           | A           | M        | J            | J            | A            | S            | O            | N           | D           |
| 11,51,854,4                                           | 12,71,934,2 | 16,54,536,6 | 19,37,256,4 | 23,41144 | 27,814,930,6 | 30,717,313,7 | 30,417,130,5 | 25,713,778,9 | 20,910,585,6 | 15,25,984,1 | 11,92,645,1 |
| Moyennes : • Temp. maxi et mini °C • Précipitation mm |             |             |             |          |              |              |              |              |              |             |             |

Les paramètres climatiques de la commune ont été estimés pour le milieu du siècle (2041-2070) selon différents scénarios d'émission de gaz à effet de serre à partir des nouvelles projections climatiques de référence DRIAS-2020. Ils sont consultables sur un site dédié publié par Météo-France en novembre 2022.

### Voies de circulation et transports

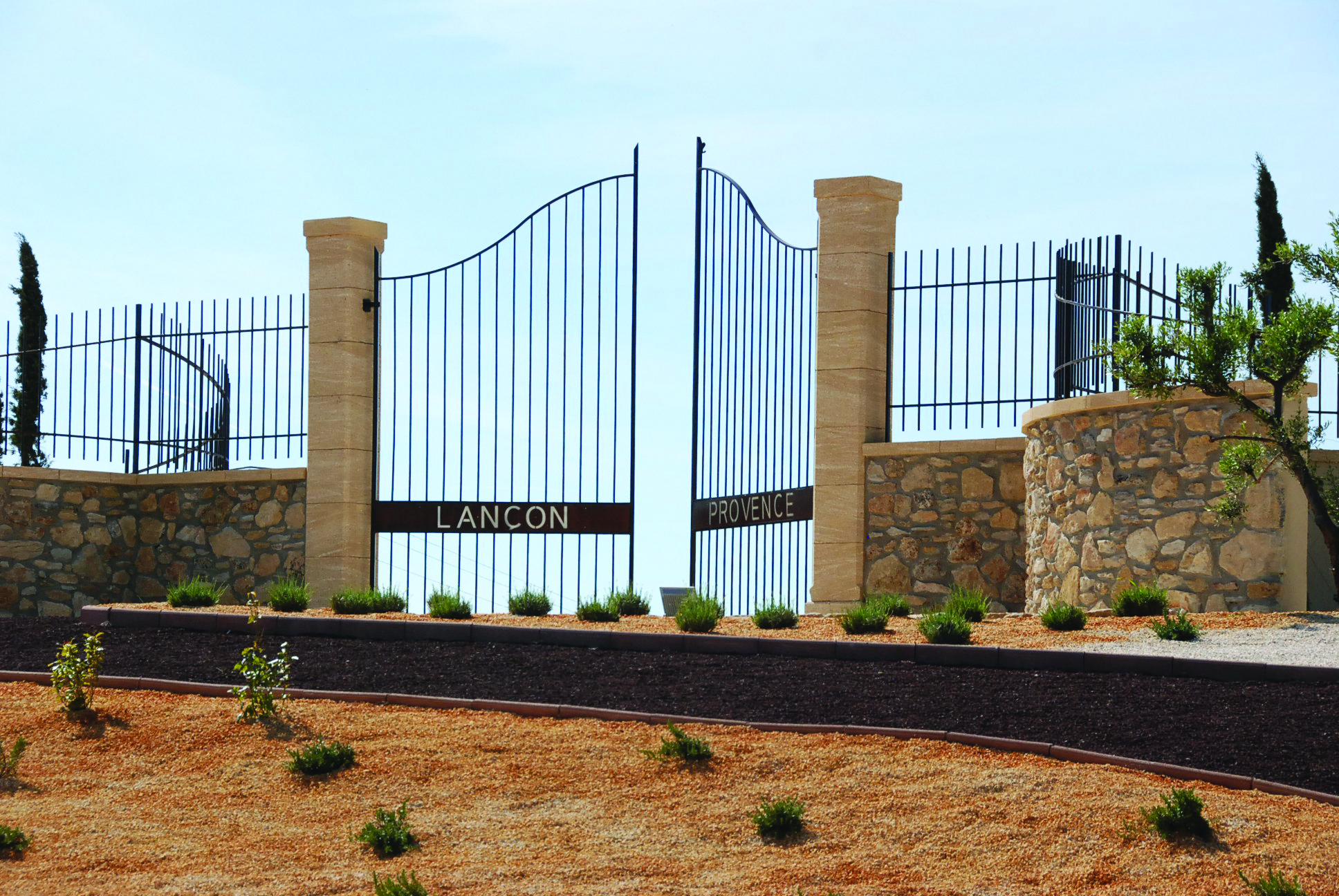
Entrée de ville Ouest RD113

#### Transports routiers
Depuis Lyon, le nord et l'est de la France : par l'autoroute A7, échangeur A7/A54, sortie Salon-sud, puis D 538 - D 113 direction Marseille sur 5 kilomètres.
Depuis Nîmes et le sud-ouest : par l'autoroute A54, sortie no 14 Salon-Ouest, puis D 113 direction Marseille sur 5 kilomètres.
Depuis Aix-en-Provence et la Côte d'Azur : par l'autoroute A8, sortie no 28 Coudoux, puis par la D 19 ou par la D 10 direction la Fare-les-Oliviers sur 4 kilomètres et D 113 direction Salon-de-Provence sur 7 kilomètres.
Depuis Marseille : par l'autoroute A7, sortie no 28 (Rognac-Berre), puis D 113 direction Salon-de-Provence sur 15 kilomètres.
La ville donne son nom au péage de l'A7, ainsi qu'à une aire de service accessible sur cette même autoroute et également située sur le territoire communal.

#### Transports ferroviaires
Depuis Paris, l'est, le nord et l'ouest : par TGV jusqu'à la gare d'Aix-en-Provence TGV, puis navette autocars direction Salon-de-Provence
Autres : par train corail ou TER jusqu'à la gare d'Avignon-Centre ou de Miramas, puis TER (ligne Avignon - Miramas via Cavaillon) jusqu'à Salon-de-Provence, puis autocar direction Aix-en-Provence ville ou gare d'Aix-en-Provence TGV.

#### Transports aériens
aéroport de Marseille Provence, puis navette autocars direction Salon, ou taxi (20 kilomètres).

## Toponymie

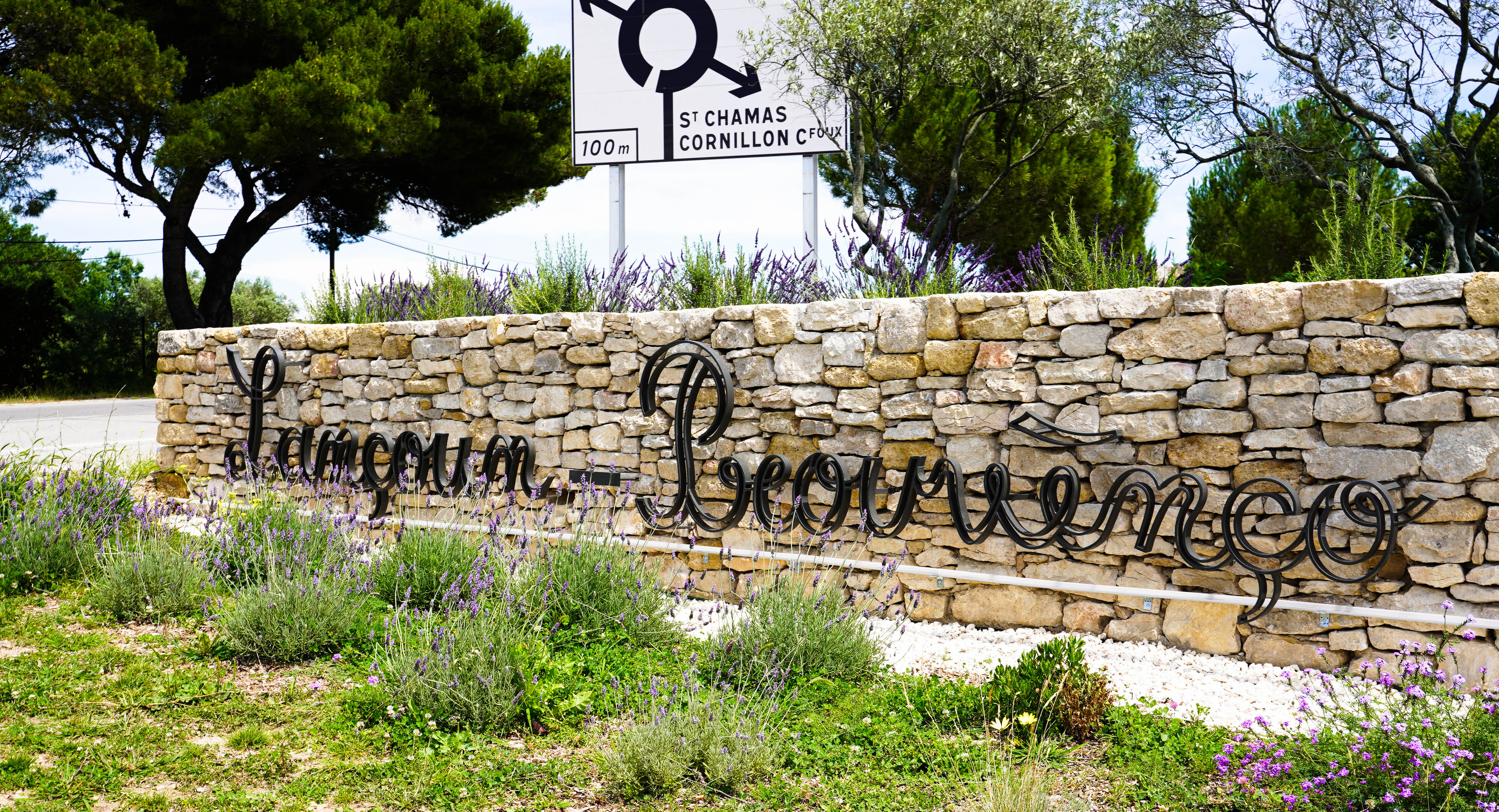
RD19 en arrivant de Salon-de-Provence

Le nom officiel de la commune est Lançon-Provence. Il a été fixé par un décret ministériel en date du 18 novembre 1919 publié au Journal officiel du samedi 13 décembre 1919.
- lan» est un terme celto-ligure qui signifie promontoire rocheux ;
- coenum est un mot latin qui évoque les marécages.

Lorsque les premiers habitants l’ont nommé ainsi, Lançon était encore perché sur son promontoire rocheux entouré de marécages. Jules César fut le premier à entreprendre des travaux d’assainissement, il y a deux mille ans. Le nom de la commune en provençal est Lançoun-Prouvènço, en graphie mistralienne.[réf. nécessaire]

## Urbanisme

### Typologie
Au 1er janvier 2024, Lançon-Provence est catégorisée petite ville, selon la nouvelle grille communale de densité à 7 niveaux définie par l'Insee en 2022.
Elle appartient à l'unité urbaine de Lançon-Provence, une unité urbaine monocommunale constituant une ville isolée,. Par ailleurs la commune fait partie de l'aire d'attraction de Marseille - Aix-en-Provence, dont elle est une commune de la couronne,. Cette aire, qui regroupe 115 communes, est catégorisée dans les aires de 700 000 habitants ou plus (hors Paris),.

### Occupation des sols
L'occupation des sols de la commune, telle qu'elle ressort de la base de données européenne d’occupation biophysique des sols Corine Land Cover (CLC), est marquée par l'importance des forêts et milieux semi-naturels (52,3 % en 2018), en diminution par rapport à 1990 (53,3 %). La répartition détaillée en 2018 est la suivante : 
milieux à végétation arbustive et/ou herbacée (49,7 %), cultures permanentes (15,7 %), terres arables (10,2 %), zones agricoles hétérogènes (8,6 %), zones urbanisées (5,8 %), zones industrielles ou commerciales et réseaux de communication (3,4 %), prairies (3 %), forêts (2,7 %), mines, décharges et chantiers (0,8 %), espaces verts artificialisés, non agricoles (0,1 %). L'évolution de l’occupation des sols de la commune et de ses infrastructures peut être observée sur les différentes représentations cartographiques du territoire : la carte de Cassini (XVIIIe siècle), la carte d'état-major (1820-1866) et les cartes ou photos aériennes de l'IGN pour la période actuelle (1950 à aujourd'hui).

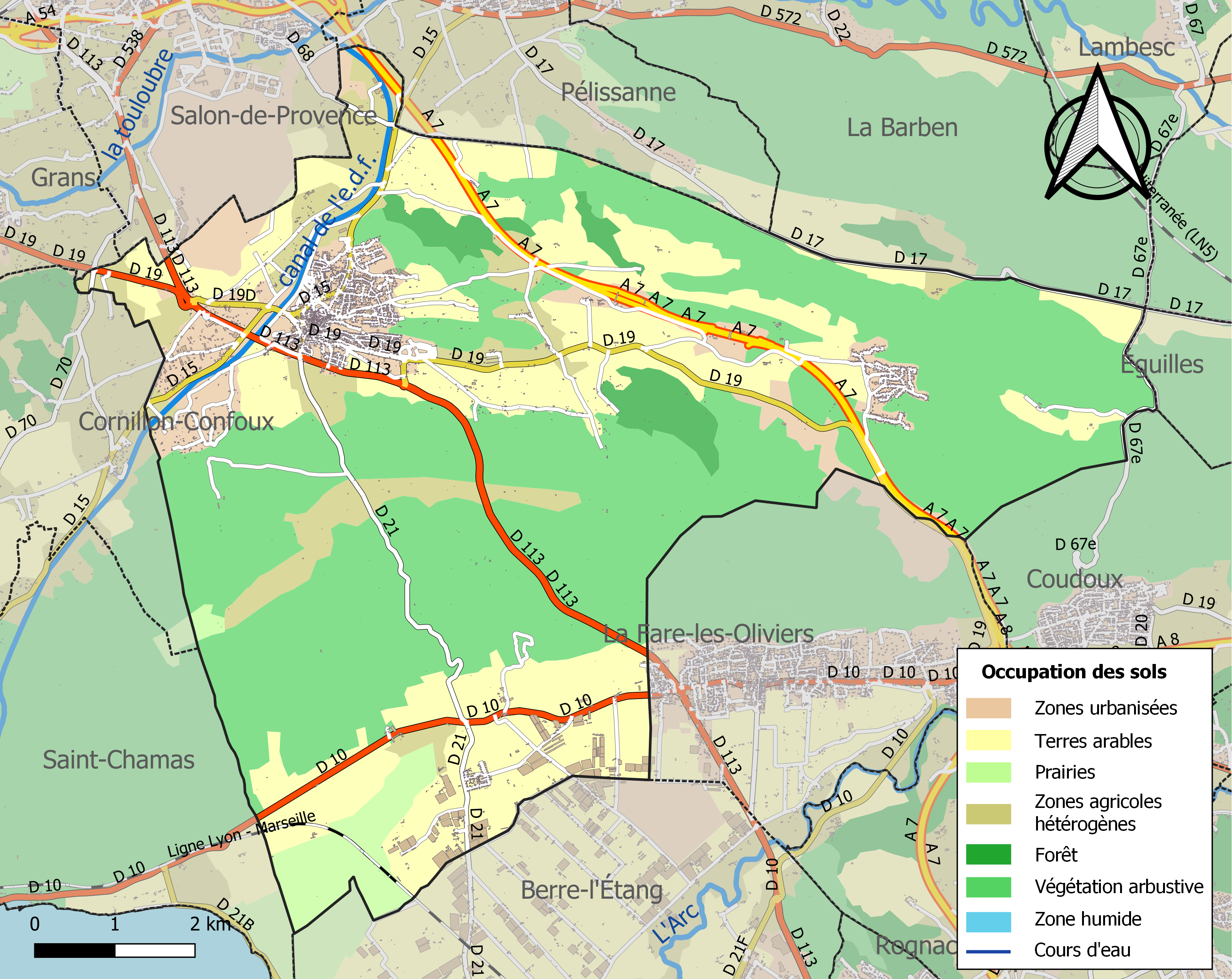
Carte des infrastructures et de l'occupation des sols de la commune en 2018 (CLC).

## Histoire

### Préhistoire et Antiquité
De nombreuses traces d'habitats préhistoriques ou protohistoriques ont été retrouvées en divers points de la commune de Lançon : Château Calissanne, Coudounèu, Sénéguier, Constantine.

#### Ferme grenier du VIe siècle av. J. C.
À la suite d'un incendie dans la colline près de la RN 113 (devenue RD 113), les vestiges d'une ferme grenier fortifiée ont été découverts et un important matériel archéologique y a été retrouvé, sous l'égide du CNRS et confié à la salle du patrimoine de la ville. Ce site est connu d'après la combe qui jouxte ce petit promontoire rocheux : la Coudounéu. Le grenier a été utilisé de 550 av. J.-C. jusqu'à environ 450 av. J.-C., où il a été détruit par un incendie. Des maquettes ont été réalisées pour reconstituer les lieux avant la destruction et au moment de leur découverte.

#### Oppidum de Constantine du IIe siècle av. J.C.

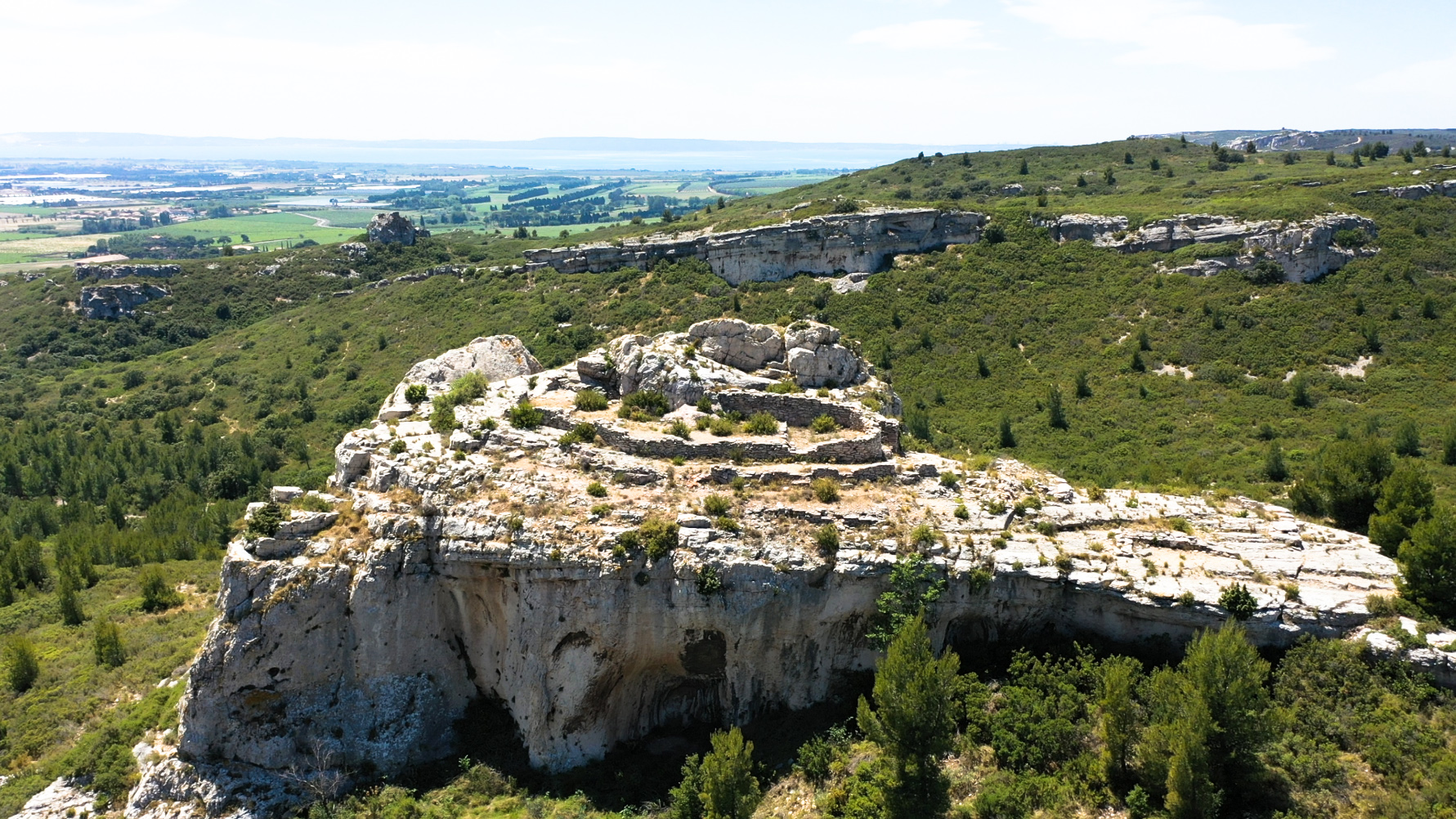
Oppidum de Constantine.

Le site de Constantine, lui aussi situé sur la chaîne de La Fare, à quelques kilomètres à l'ouest de la ferme de la Coudouneu, était un oppidum datant du IIe siècle av. J.-C. Il offre la particularité d'avoir été abandonné vers 30 apr. J.-C., pour être de nouveau occupé à partir du milieu du Ve siècle, à l'époque des invasions barbares. Il couvre une superficie importante de près de 5 ha. Deux vestiges frappent le visiteur : la muraille nord est et le temenos abritant l'aven et le puits. L'enceinte, dotée de 3 portes montre une ouverture aux chariots et par conséquent une activité économique que la configuration actuelle ne laisse pas supposer. La voie de la porte sud est encore identifiable. Celle de la porte nord apparaît peut être sur les photos des documents en référence, menant à la crête et l'actuel chemin. Les différents appareils témoignent des différentes époques. La deuxième période d'occupation a donné plusieurs vestiges intéressants dont une chapelle et des sarcophages rupestres.
Le nom du site ferait référence à l'empereur Constantin qui y serait passé. Effectivement, il a séjourné à Arles et cette ville a été un temps nommée Constantina.
Depuis le XVe siècle, le site a été écumé par les chasseurs de trésors en quête ou d'une statue de l'empereur Constantin en or, ou bien d'une chèvre en or, légendes rattachées aux prédictions de Nostradamus qui y situent un trésor.
Connu depuis toujours, ce site n'a été l'objet de fouilles à vocation scientifique qu'à partir du XXe siècle. La dernière campagne a mis au jour un sanctuaire gaulois et une habitation très importante d'une superficie de 700 mètres carrés.

### Moyen Âge

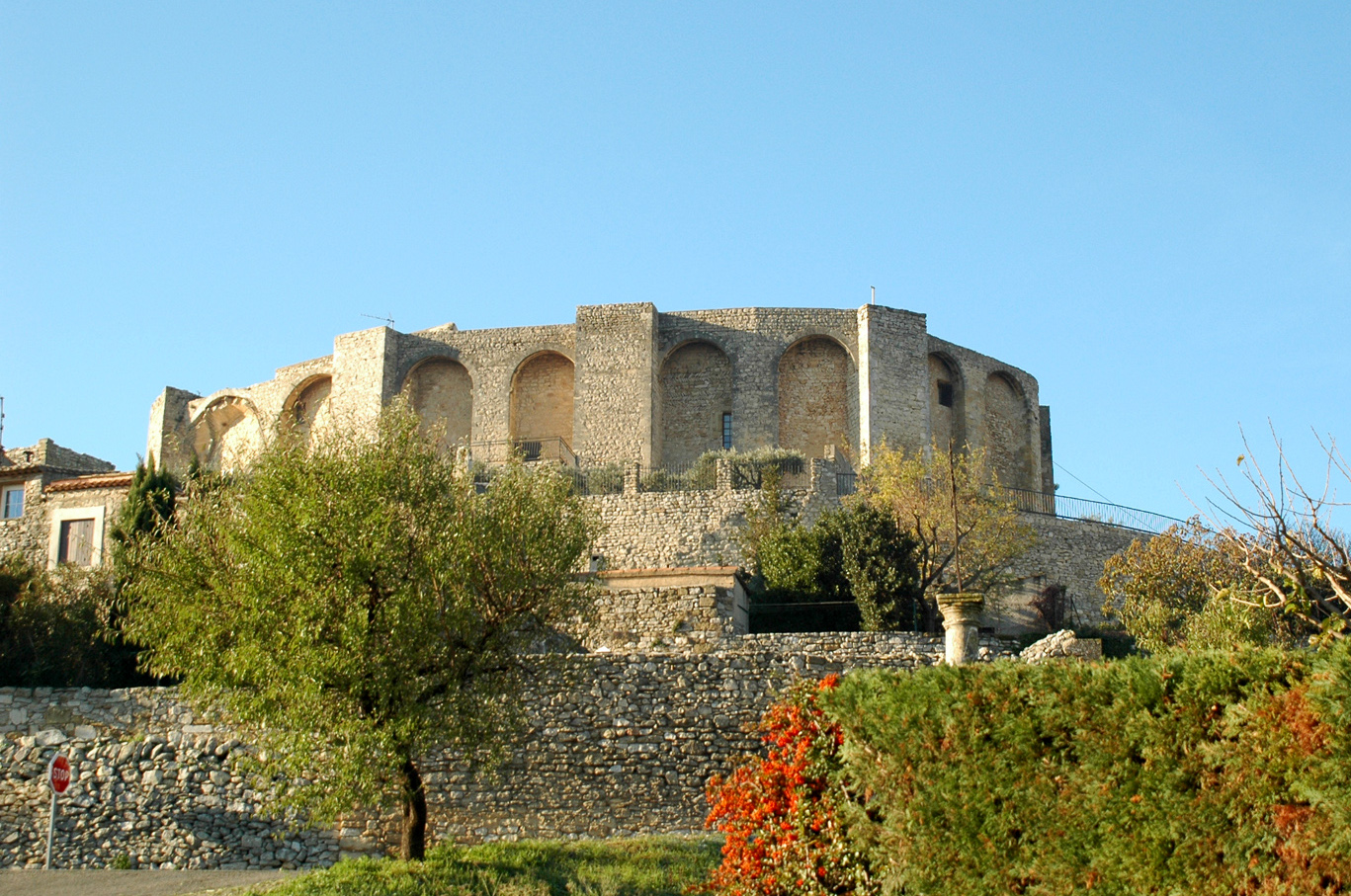
Château XIIe siècle.

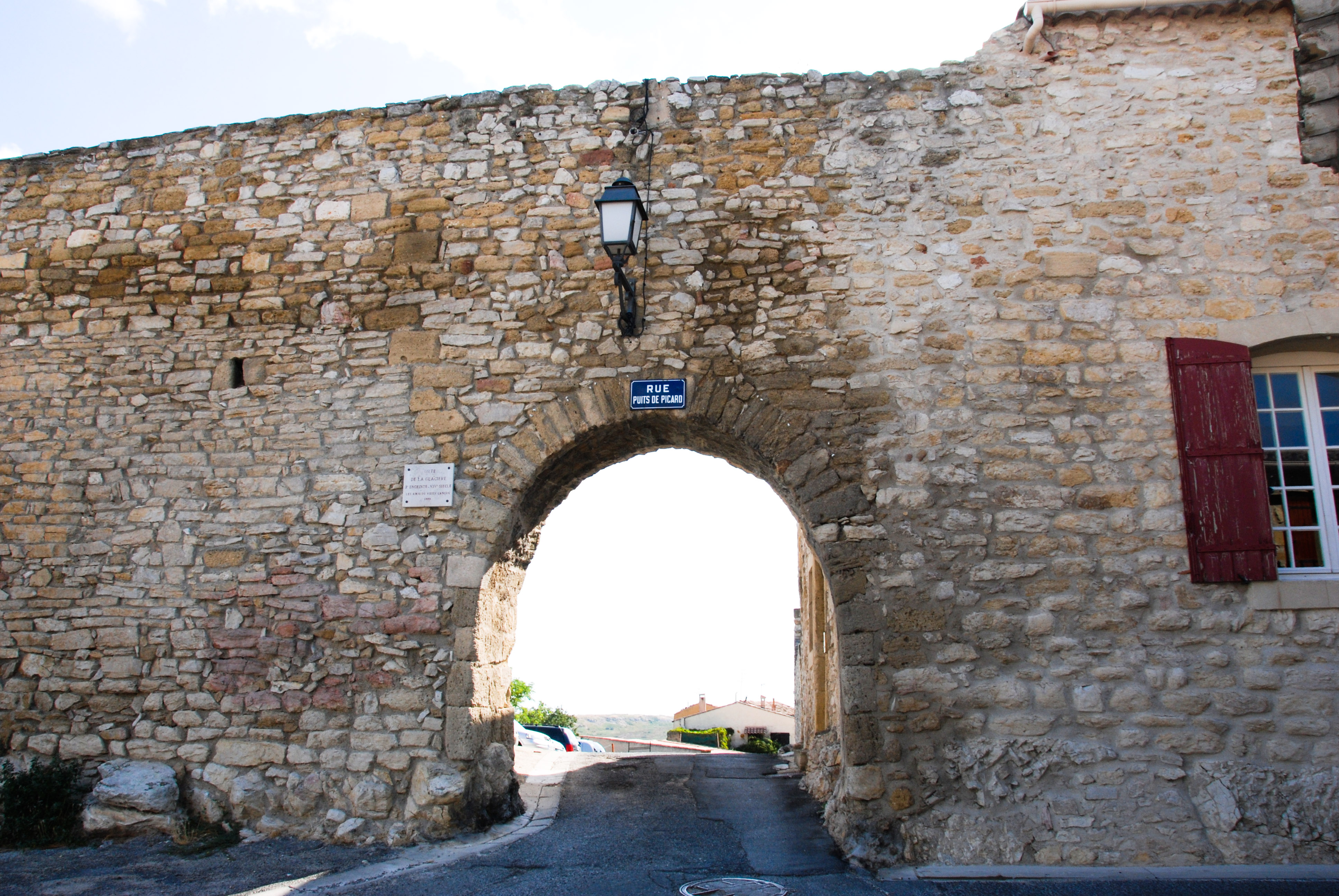
Porte de la Glacière, 3e enceinte, XIVe siècle.

La famille des Brussans-Paillol, qui possédait la seigneurie de Lançon au XIe siècle, est vraisemblablement à l’origine de la création de l’ancien village, époque où les paysans durent se regrouper pour se défendre. Il se situait en bas du village actuel, au niveau de la RD 113 avec en son centre la chapelle Saint-Cyr. Ce n’est qu’après l’acquisition de Lançon par Raymond des Baux en 1116 que les habitants ont abandonné la plaine pour s’installer sur l’éperon rocheux autour du château bâti par les Seigneurs des Baux. Raymond Ier des Baux s'y fit construire un château, dont il reste aujourd'hui encore d'importants vestiges. Il a légué à la commune son blason (« Une étoile à 16 rais d’or sur fond d’azur »). François Ier dota le village d'une nouvelle enceinte, elle aussi encore visible au cœur du vieux village. Les trois enceintes construites successivement, toujours en partie existantes,  témoignent des différentes étapes du développement de ce bourg castral. Après la chute de l'Empire Romain, il semble que les Lançonnais abandonnent peu à peu l'habitat regroupé en grands domaines, pour s'installer dans la plaine. La silhouette du château qui domine le village rappelle une longue histoire médiévale. Mais Lançon ne put se développer réellement qu'après l'assèchement des marais qui occupaient toute la plaine à l'ouest du village, ainsi que les abords de l'étang de Berre. Les cultures vivrières et la vigne s'y sont durablement développées. Lors de la crise ouverte par la mort de la reine Jeanne Ire, la communauté de Lançon adhère à l’Union d'Aix (1382-1387), soutenant Charles de Duras contre Louis Ier d'Anjou. Elle fait même partie des plus fidèles et maintient son soutien même après la reddition d’Aix.[réf. nécessaire]

### Temps modernes
C'est seulement au XVIIIe siècle que prend place le grand développement architectural de Lançon, lié à la paix civile ; à la prospérité agricole favorisée par le Canal de Craponne et à l'ascension économique et politique d'une bourgeoisie locale affranchie à la tutelle seigneuriale. Lançon est alors un territoire essentiellement producteur d’huile d’olive. Les oliveraies occupent 49 % des terres.[réf. nécessaire]

### Époque contemporaine

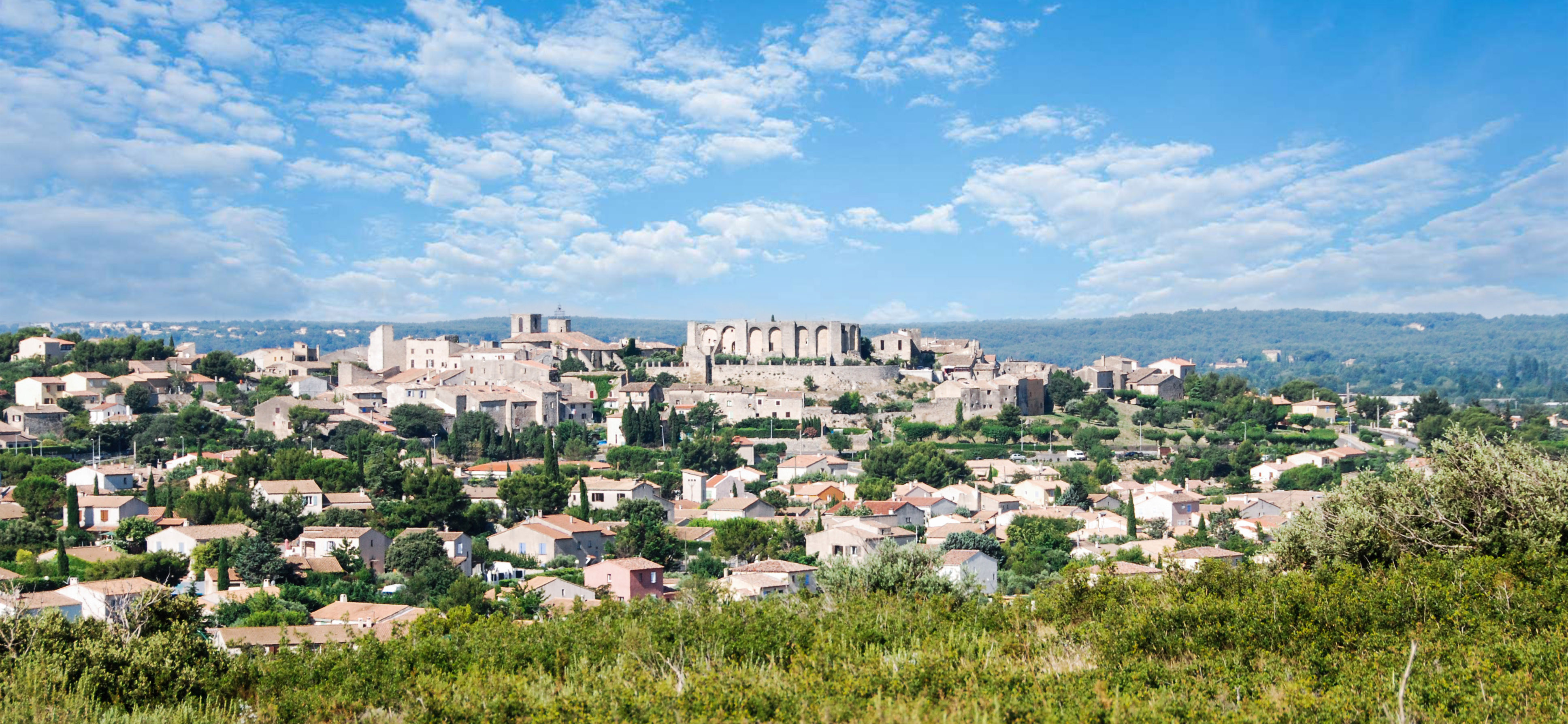
Vue générale de Lançon-Provence

En 1898, le village compte 1 325 habitants protégés par un hôpital de quatre lits. À l'approche du XXe siècle, Lançon est surtout une commune agricole. Ses principales ressources sont le blé, le vin, l'huile et les amandes auxquelles s'ajoute l'élevage du mouton et celui du ver à soie. En 1926, le chiffre de la population n'est plus que de 947. Lançon est un territoire essentiellement producteur d’huile d’olive et développe la culture de la vigne. Au XXIe siècle, la commune approche le nombre de 10 000 habitants. Elle possède deux parcs d’activités en expansion. Toutefois elle a une vocation principalement résidentielle. Les Lançonnais travaillent essentiellement sur le bassin d’activités du pourtour de l’étang de Berre.[réf. nécessaire]

## Politique et administration

### Tendances politiques et résultats
| Scrutin             | Scrutin             | 1er tour | 1er tour | 1er tour | 1er tour | 1er tour | 1er tour | 1er tour | 1er tour  | 1er tour | 1er tour | 1er tour | 1er tour | 2d tour | 2d tour | 2d tour | 2d tour | 2d tour | 2d tour |
| Scrutin             | Scrutin             | 1er      | 1er      | %        | 2e       | 2e       | %        | 3e       | 3e        | %        | 4e       | 4e       | %        | 1er     | 1er     | %       | 2e      | 2e      | %       |
| ------------------- | ------------------- | -------- | -------- | -------- | -------- | -------- | -------- | -------- | --------- | -------- | -------- | -------- | -------- | ------- | ------- | ------- | ------- | ------- | ------- |
| Présidentielle 2017 | Présidentielle 2017 |          | FN       | 35,69    |          | EM       | 17,36    |          | LR        | 19,16    |          | LFI      | 14,18    |         | FN      | 54,26   |         | EM      | 45,74   |
| Présidentielle 2022 | Présidentielle 2022 |          | RN       | 35,70    |          | LREM     | 22,36    |          | LFI       | 13,52    |          | REC      | 11,54    |         | RN      | 58,57   |         | LREM    | 41,43   |
| Législatives 2022   | 8e                  |          | RN       | 30,29    |          | Ren-Ens  | 28,65    |          | LFI-Nupes | 15,25    |          | LR       | 12,63    |         | RN      | 51,77   |         | Ren     | 48,23   |
| Législatives 2024   | 8e                  |          | RN       | 50,90    |          | Ren-Ens  | 25,62    |          | LFI-NFP   | 15,25    |          | LR       | 3,98     |         | RN      | 57,33   |         | Ren     | 42,67   |

### Liste des maires
| Période                                  | Période                        | Identité                   | Étiquette            | Qualité |
| ---------------------------------------- | ------------------------------ | -------------------------- | -------------------- | --- |
| Les données manquantes sont à compléter. |                                |                            |                      | |
| 1848                                     | 1869                           | Symphorien Pourrière       |                      | |
| 1869                                     | 1870                           | François Bénezet Signoret  |                      | Maire par intérim |
| 1870                                     | 1871                           | Polycarpe Joseph Pourrière |                      | |
| 1871                                     | 1874                           | Louis Antoine Tassy        |                      | |
| 1874                                     | 1876                           | Antoine Camille Serré      |                      | |
| 1876                                     | 1878                           | Auguste Roux               |                      | |
| 1878                                     | 1878                           | Eugène Castellas           |                      | |
| 1878                                     | 1885                           | Augustin Rouard            |                      | |
| 1885                                     | 1899                           | Joseph Pourrière           |                      | |
| 1900                                     | 1900                           | Marius Blaise Noën         |                      | |
| 1900                                     | mai 1904                       | Laurent Gay                |                      | |
| mai 1904                                 | décembre 1919                  | Marius Justin Franquin     |                      | Ancien premier adjoint |
| décembre 1919                            | 1944                           | Gustave Rame (1873-1952)   | SFIO                 | |
| 1944                                     | 1951                           | Léon Houdart               |                      | |
| 1951                                     | mars 1965                      | Victor Estienne            |                      | |
| mars 1965                                | juin 1995                      | Antoine Toran              | CD puis DVD puis RPR | Entrepreneur, ancien résistant                                                                                                 |
| juin 1995                                | mars 2014                      | Georges Virlogeux          | PS                   | Professeur d'université, maire honoraire Vice-président d'Agglopole Provence                                                   |
| mars 2014                                | décembre 2020 (démission)      | Michel Mille               | UMP-LR               | Agriculteur 2e vice-président du Pays salonais ( → 2020)                                                                       |
| décembre 2020                            | En cours (au 22 décembre 2021) | Julie Arias                | LR                   | Fonctionnaire territoriale Conseillère départementale de Berre-l'Étang (2021 → ) 2e vice-présidente du Pays salonais (2020 → ) |

### Jumelages
La municipalité a signé un contrat de jumelage :
- Vogogna (Italie) depuis 2000 ,

et en étudie deux autres en 2020, après plusieurs rencontres en 2018 et 2019 : Radstock en Angleterre et Alpedrete en Espagne.

## Population et société

### Démographie
L'évolution du nombre d'habitants est connue à travers les recensements de la population effectués dans la commune depuis 1793. Pour les communes de moins de 10 000 habitants, une enquête de recensement portant sur toute la population est réalisée tous les cinq ans, les populations de référence des années intermédiaires étant quant à elles estimées par interpolation ou extrapolation. Pour la commune, le premier recensement exhaustif entrant dans le cadre du nouveau dispositif a été réalisé en 2007.

En 2022, la commune comptait 9 627 habitants, en évolution de +8,35 % par rapport à 2016 (Bouches-du-Rhône : +2,48 %, France hors Mayotte : +2,11 %).
| 1793  | 1800  | 1806  | 1821  | 1831  | 1836  | 1841  | 1846  | 1851  |
| ----- | ----- | ----- | ----- | ----- | ----- | ----- | ----- | ----- |
| 2 112 | 2 209 | 2 211 | 2 090 | 2 060 | 2 015 | 1 934 | 1 906 | 1 943 |

| 1856  | 1861  | 1866  | 1872  | 1876  | 1881  | 1886  | 1891  | 1896  |
| ----- | ----- | ----- | ----- | ----- | ----- | ----- | ----- | ----- |
| 1 909 | 1 996 | 2 022 | 1 749 | 1 663 | 1 508 | 1 473 | 1 325 | 1 290 |

| 1901  | 1906  | 1911  | 1921 | 1926 | 1931 | 1936 | 1946  | 1954  |
| ----- | ----- | ----- | ---- | ---- | ---- | ---- | ----- | ----- |
| 1 285 | 1 262 | 1 125 | 960  | 947  | 948  | 921  | 1 034 | 1 428 |

| 1962  | 1968  | 1975  | 1982  | 1990  | 1999  | 2006  | 2007  | 2012  |
| ----- | ----- | ----- | ----- | ----- | ----- | ----- | ----- | ----- |
| 1 664 | 2 018 | 2 743 | 3 990 | 6 224 | 6 688 | 7 530 | 7 674 | 8 473 |

| 2017  | 2022  | - | - | - | - | - | - | - |
| ----- | ----- | - | - | - | - | - | - | - |
| 8 959 | 9 627 | - | - | - | - | - | - | - |

### Manifestations culturelles et festivités
- Festival Equinoxe, le Printemps du théâtre
- Festival LOL, carnaval
- Championnat de France Trial Moto
- Festival Musique à la Ferme (musique de chambre)
- Fête de la musique
- Fête de la Saint-Jean
- Week-end Taurin
- Estivades des Roquilles, festival théâtral de plein air
- Les Fest'inn (restaurants éphémères et ambiance musicale)
- Festival Soun de Lançoun (musiques et traditions provençales)
- Fête votive de la Saint-Symphorien
- Forum Inter-Associations
- Les Médiévales
- Concours de peinture de la ville
- Marchés de Noël

## Économie

### Entreprises et commerces

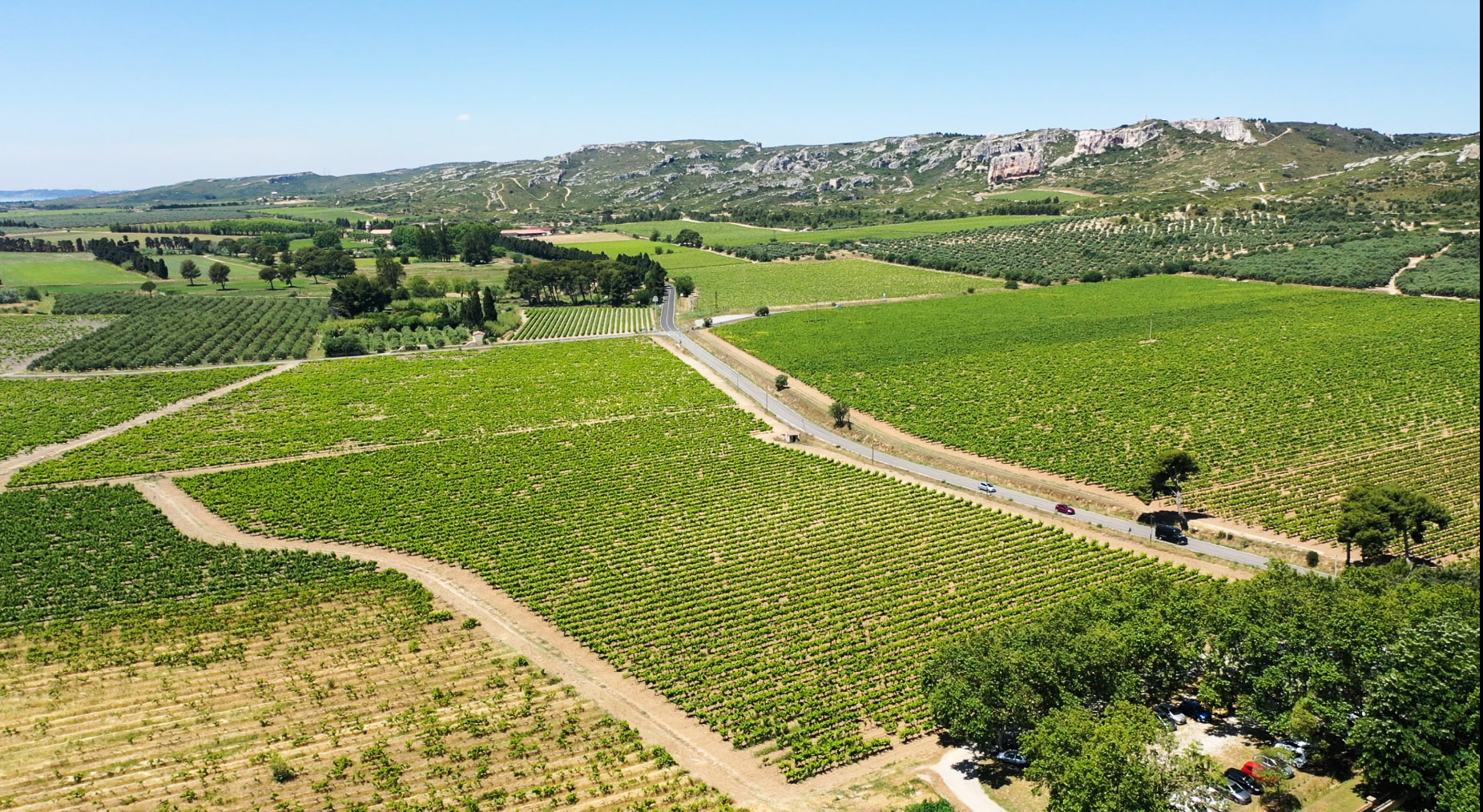
Cultures de la vigne et de l'olivier

- Deux parcs d'activités d'entreprises (les Sardenas au sud ouest, la Coudoulette au nord).
- Grands domaines viticoles et oléicoles de renommée internationale pour certains.
- Activités agricoles.
- Artisans d'art.

## Culture locale et patrimoine

### Lieux et monuments
La commune comprend de nombreux sites et monuments :
- Site salyens de Constantine (IIe siècle av. J.-C.), inscrit à l'inventaire des monuments historiques, le plus grand oppidum celto-ligure de Provence, situé sur les terres aujourd'hui privées de Calissanne qui se prolonge jusqu'au belvédère de Château-Virant (sur la route des Baïsses).
- Tracé de l'ancienne via Aurelia (voie romaine) (limite nord de la commune sur neuf kilomètres) ; deux bornes milliaires restent visibles, dont la borne milliaire de Caseneuve en bordure de la route de Pélissanne à Éguilles (D 17).
- Chapelle Saint-Symphorien (Xe siècle) (route de Coudoux).
- Chapelle Saint-Cyr (environ XIIe siècle), classée monument historique (sur la RD 113).
- Vestiges du château des seigneurs des Baux-de-Provence (XIIe siècle) et des trois murs d'enceintes (centre historique).
- L'église Saint-Cyr-et-Sainte-Julitte construite au XIVe siècle à l’intérieur de la troisième enceinte avec agrandissements au XVIIIe siècle et restaurée considérablement entre 2018 et 2020.
- Portes d'hôtels particuliers des XVIIe et XVIIIe siècles, et maison dites des Templiers bâti par la famille Foresta, classée monument historique (centre historique).
- Moulins à huile et moulin à farine (domaines privés).
- Télégraphe Chappe (XVIIIe siècle), moyen de communication visuel (sur la RD 113).
- Hôtel Pascalis  (XIXe siècle), ancien hôtel bourgeois.
- Deux anciens hôtels de roulage (gîtes pour voyageurs et relais pour chevaux) dont un abrite la médiathèque aujourd'hui.
- Canal de Marseille (XIXe siècle) (quartier Val de Sibourg).
- Pigeonniers du XIXe siècle.
- Grand canal EDF reliant la Durance à l'étang de Berre.

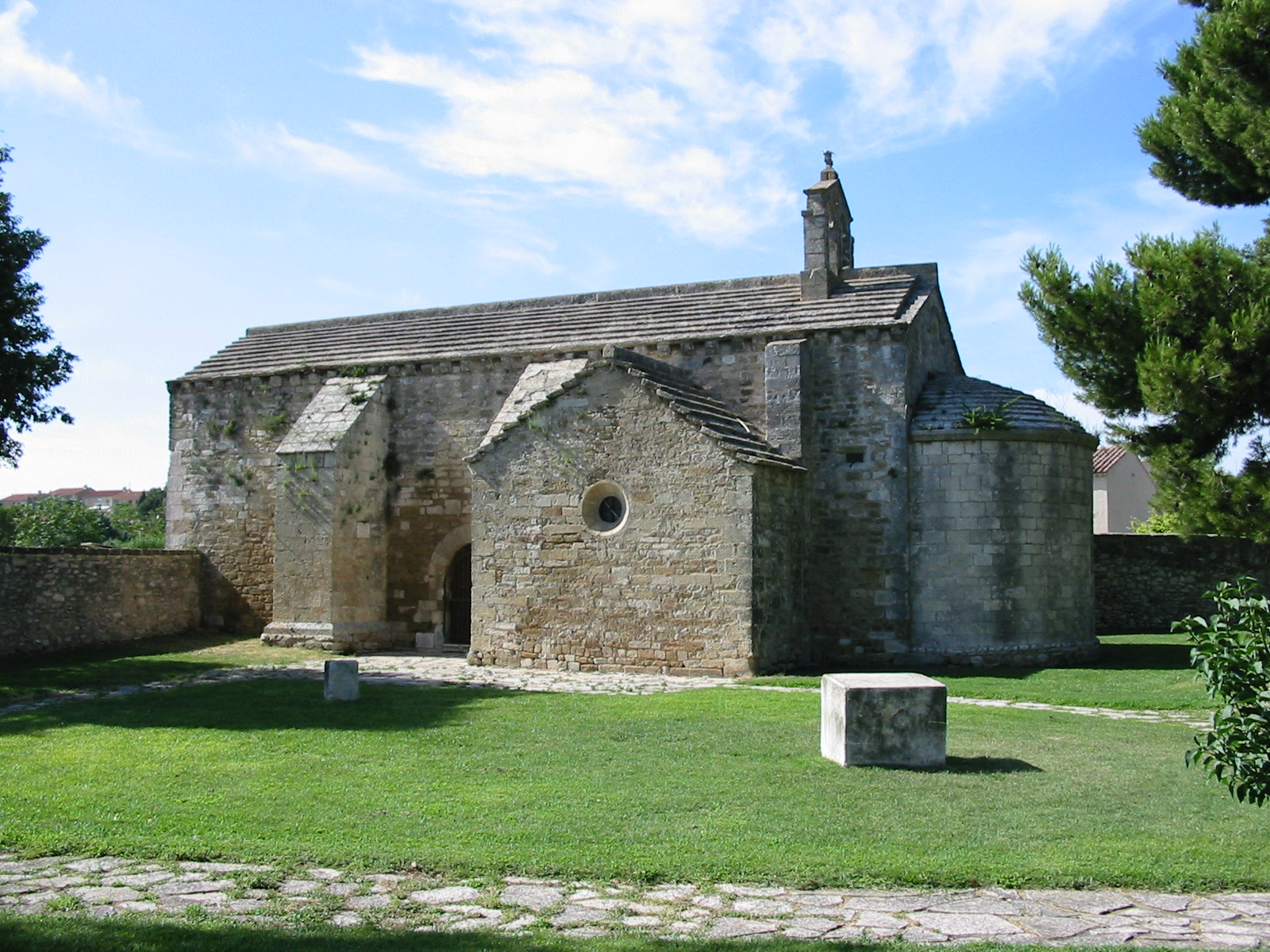
La chapelle Saint-Cyr, au sud du village.
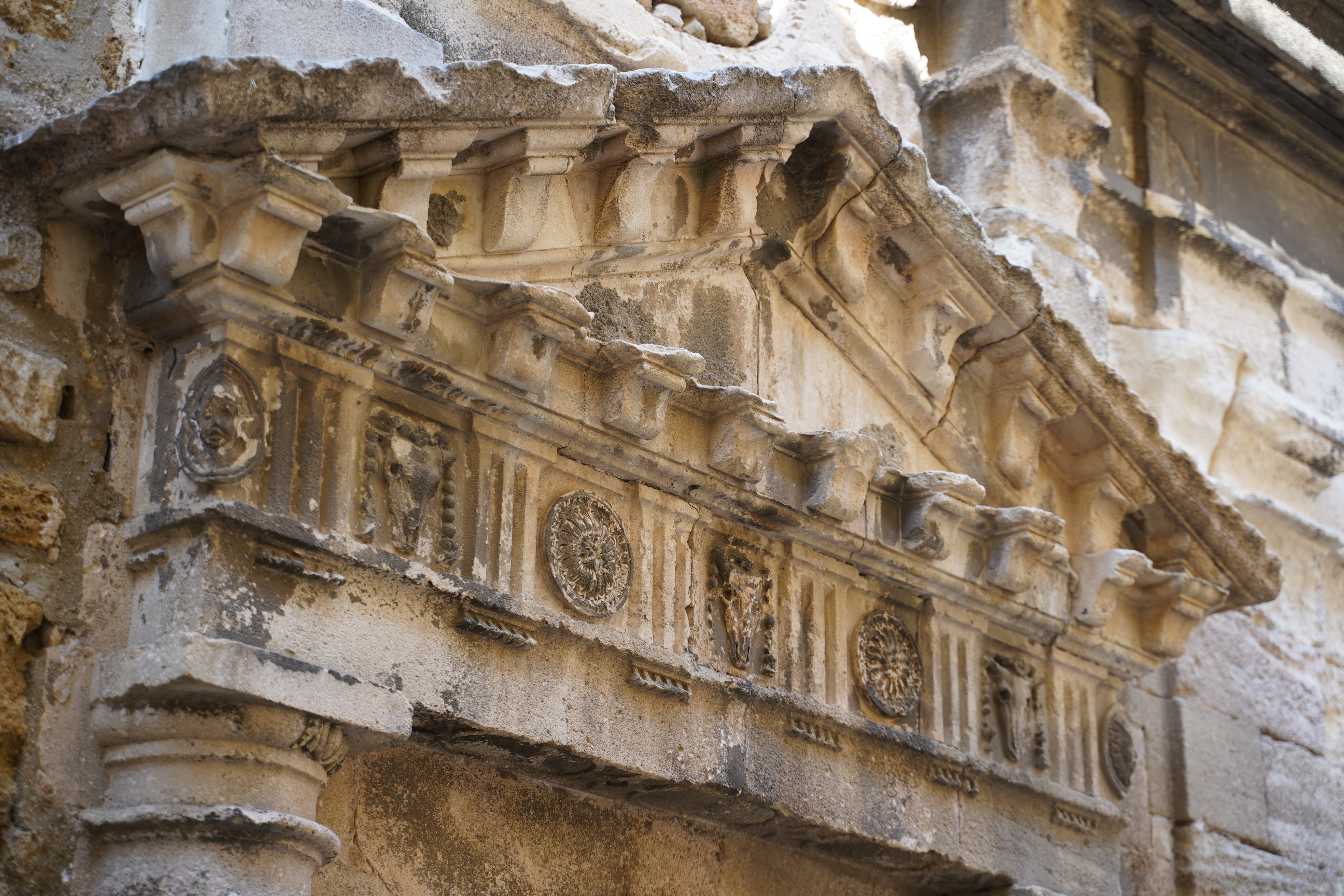
Maison de Foresta, rue Pavé d'Amour.
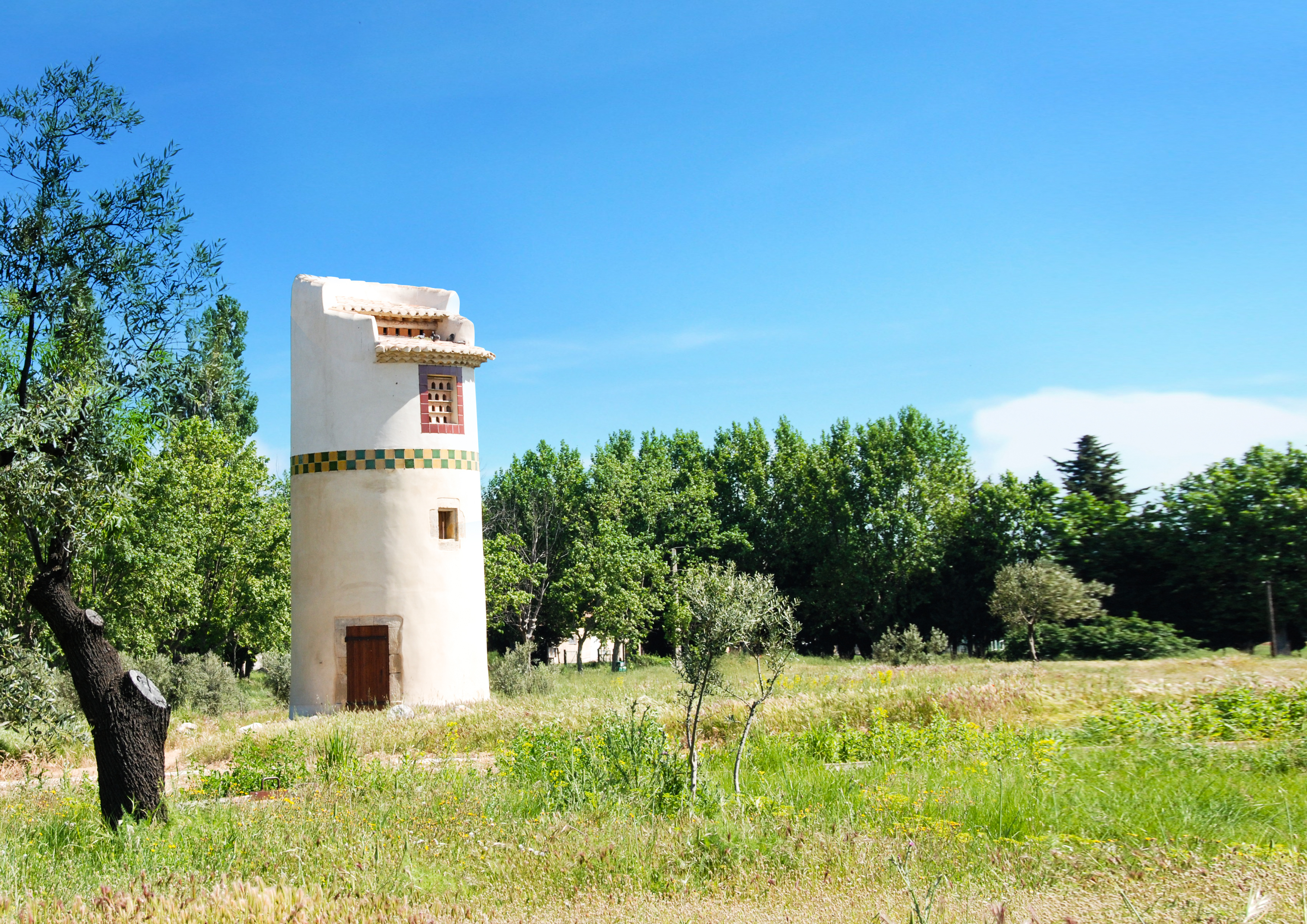
Pigeonnier de la Goiranne.
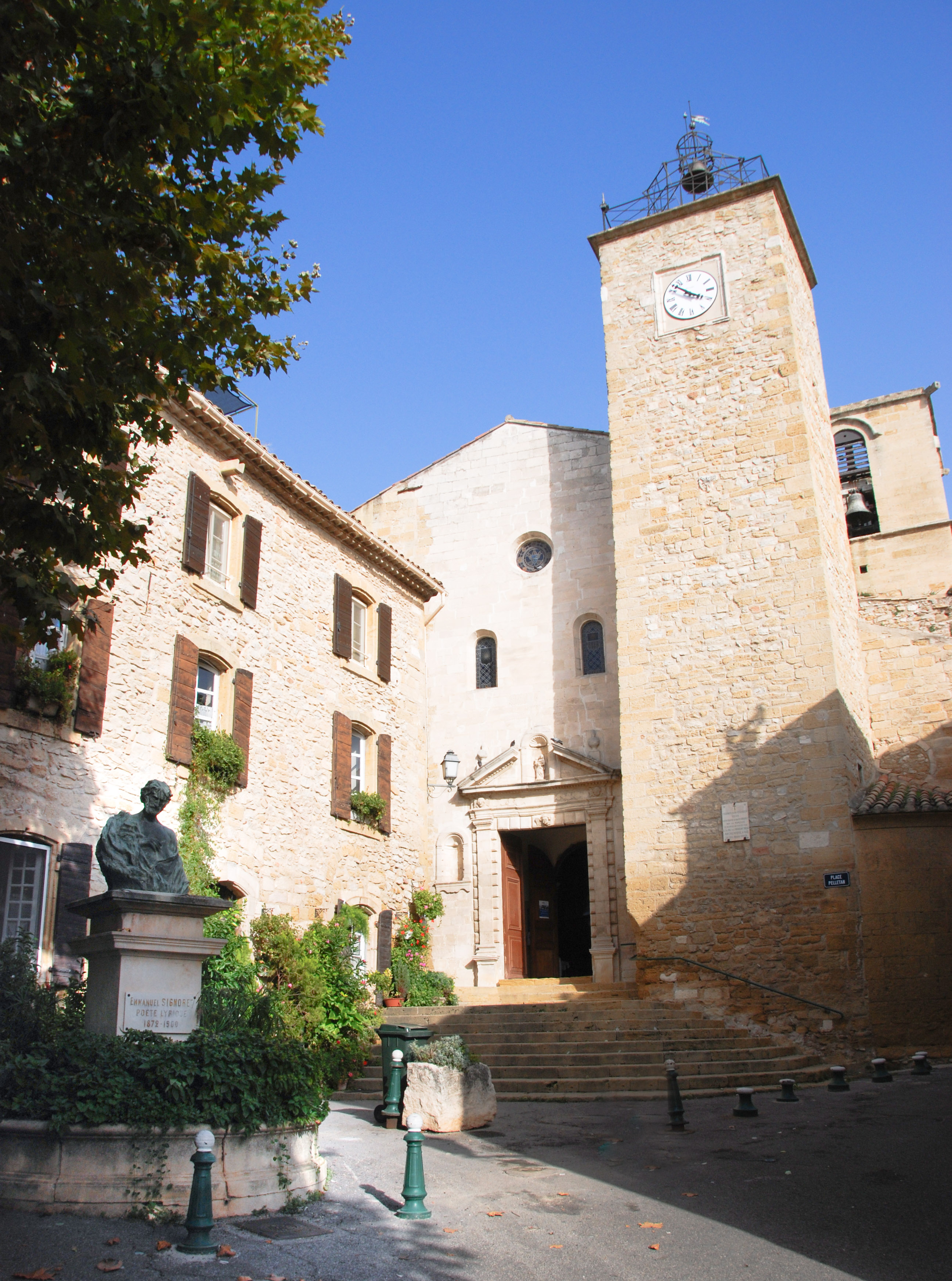
Statue E.Signoret, place de l'église Sainte Julitte.

### Patrimoine culturel

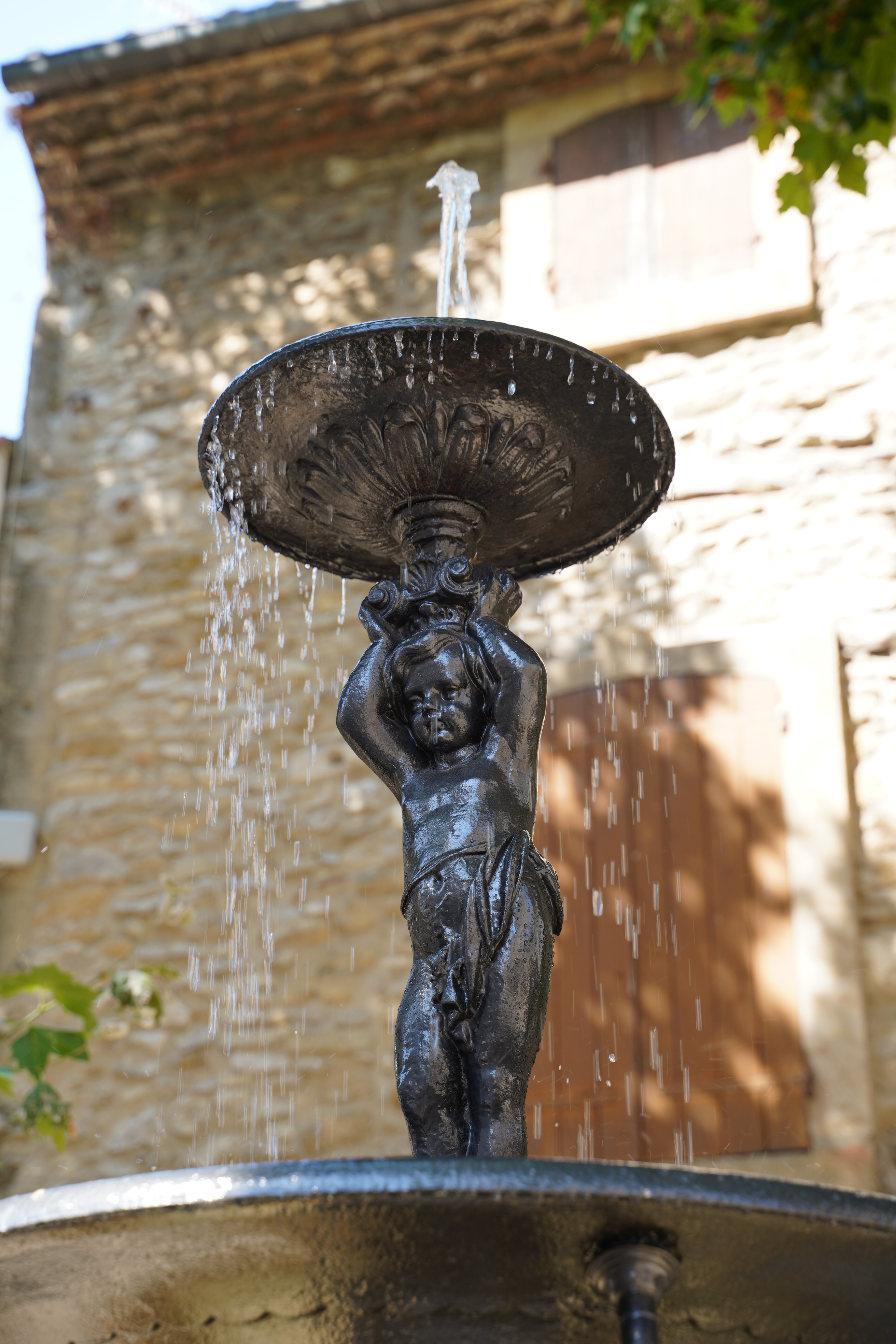
Fontaine place Wolff.

Musée Robert-Cheylan au château Virant, collection d'outils de vignerons.

### Lançon-Provence et le cinéma
En 1957, Jean Boyer tourna devant l'église place Eugène-Pelletan une scène du film Le Chômeur de Clochemerle, avec Fernandel.[réf. nécessaire]

### Personnalités liées à la commune
- Raymond Ier des Baux, constructeur du château fort et de sa première enceinte.
- Emmanuel Signoret, poète lyrique qui s'inspira de la ville pour ses poèmes.
- Edmond Théry (1854-1925), journaliste financier, économique et viticulteur. Propriétaire de plusieurs domaines dont celui de Château Virant.
- Merri Franquin (1848-1934), musicien, trompettiste né et décédé à Lançon.
- Adam de Craponne (1526-1576), Salonais, ingénieur du roi, bienfaiteur de la région de par ses travaux d'assèchement et de canalisations de la Provence. Il crée à ses frais une dérivation sur Lançon.

### Héraldique
| Armes de Lançon-Provence | Blasonnement : D'azur à l'étoile de 16 rais d'or. |